# Meri VI
Meri VI šesti je studijski album splitske glazbenice Meri Cetinić, kojeg 1985. godine objavljuje diskografska kuća Jugoton.
Dio materijal sniman je u režiji radio televizije Zagreb (danas HRT) i studijima "Antesonic" (Arnhem, Nizozemska) i "JM" (Zagreb). Skladbu "Sunce mog života" Meri Cetinić je otpjevala u duetu sa splitskim glazbenikom Oliverom Dragojevićem, dok je "Život zlata vrijedi" 1985. godine izvela na Splitskom festivalu. Producenti su bili Stipica Kalogjera, Ante Cetinić i Meri Cetinić.

## Meri Cetinić

### A strana
1. "Bila san ti puno draga"
2. "Sretna sam"
3. "Noćas umiru princeze"
4. "Kao drugi"
5. "Sunce mog života" (duet s Oliverom Dragojevićem)

### B strana
1. "Život zlata vrijedi
2. "Uspavaj me noćas"
3. "Stara gradska zvona"
4. "Blesavo i slatko"
5. "Malo neba"

## Produkcija
- Producenti - Stipica Kalogjera  (skladbe: A1, A3, A5 - B1, B4, B5), Ante Cetinić i Meri Cetinić (skladbe:A2, A4 - B2, B3)
- Ton majstori - Mladen Škalec (Režija 4 RTZ-a), Ante Cetinić (studio "Antesonic"), Hrvoje Hegedušić (studio "JM")

## Vanjske poveznice
- Službene stranice Meri Cetinić - Recenzija albuma